# Муз-ТВ
«МУЗ-ТВ» (наименование СМИ — МУЗ, с 2000 по 2008, с 2010 по 2015 и с 2018 по 2021 год использовалось стилизованное написание — «МYЗ-ТВ») — российский федеральный музыкальный телеканал. Объём музыкального вещания составляет 75 % русских и 25 % зарубежных видеоклипов. Позиционируется как главный музыкальный канал страны.
В 2010—2012 годах «Муз-ТВ» вещал в формате молодёжного развлекательного телеканала о популярной культуре в кабельных, спутниковых и эфирных сетях. После ребрендинга 16 сентября 2012 года в 12:00 «Муз-ТВ» «переехал» на новую частоту, поменяв концепцию обратно на «музыкальную». В этот момент на его «старых» частотах (в том числе всех аналоговых эфирных) появился новый канал «Ю». А с декабря того же года «Муз-ТВ» стал снова эфирным, получив позицию во втором мультиплексе.
С 1996 по 2012 год учредителем и вещателем телеканала являлось ЗАО «ТВ Сервис», а с 2012 года им выступает ООО «Муз-ТВ Операционная компания».

## История

### 1996—2000 годы: основание телеканала
Телеканал начал вещание 1 мая 1996 года. Изначально он был основан скорее в политических, чем в развлекательных целях. Перед новыми президентскими выборами телеканал был переполнен призывами голосовать за Ельцина: «Голосуй, или проиграешь». В рамках этой акции с 1 мая по 1 июля 1996 года распространялся по сети вещания «Пятого канала» с его логотипом в России в утреннее (с 8:00 до 12:55) и ночное время (с 1:00 до 3:00). «Муз-ТВ» изначально являлся сугубо музыкальным телеканалом, но со временем, в начале-середине 2000-х годов значительно расширил рамки эфира, добавив в сетку вещания разнообразные программы развлекательного характера, не имеющие отношения к музыке.
В начальный период работы, помимо музыкальных клипов, эфир телеканала «Муз-ТВ» включал в себя программу «Клипомания» и музыкальные программы из блока «MTV Europe», впоследствии прекратившие существование. Основой эфира телеканала была программа «Наше», в которой показывались, по утверждению её авторов, «самые свежие, самые модные и самые зажигательные клипы российских исполнителей». Кроме этого, в эфире транслировалась часть личной коллекции видеоклипов продюсера Бориса Зосимова, которые продолжали показывать на «Муз-ТВ» даже тогда, когда их владелец уже работал на конкурирующем канале, а также (в больших количествах, с конца 1990-х по середину 2000-х и в конце 2000-х годов) — российские музыкальные клипы, за показ которых были заплачены деньги.
В те годы телеканал принадлежал структурам Сергея Лисовского (Premier SV, Rise LIS’S). С лета 1998 года 70 % акций Муз-ТВ принадлежали холдингу «Альфа-ТВ» с участием «Альфа-банка» (25 %), агентства Premier SV (25 %) и Story First Communications (50 %). Агентство Premier SV также осуществляло продажу рекламного времени на канале.
Изначально «Муз-ТВ» вещал в период с 7:00 до 11:00 и с 19:00 до 3:00 — по будням и с 9:00 до 14:00 и с 19:00 до 3:00 по выходным — вещание в таком режиме, по утверждению редакции телеканала, позволяло сконцентрироваться на охвате всего востребованного среди молодёжи эфирного времени. С 9 июня по 26 июля 1997 года телеканал на 51 ТВК в Москве вещал совместно с телеканалом «2х2», который вещал в период дневного перерыва основного вещателя (с 11 до 19 часов по будням и с 14 до 19 часов по выходным), при этом в печатных телепрограммах указывались только передачи, непосредственно подчинявшиеся Муз-ТВ.
С 14 ноября 1999 года телеканал начал своё круглосуточное вещание, изначально ограниченное территорией Москвы. Спустя три месяца (14 февраля 2000 года) круглосуточное вещание телеканала было распространено на все остальные регионы распространения его сигнала.

### 2000—2002 годы: первый ребрендинг
14 февраля 2000 года телеканал провёл глобальное обновление эфира: изменилось графическое оформление, разработанное тогдашним арт-директором канала Антоном Ненашевым (разработка нового оформления началась ещё в июне 1999 года), а также появились новые программы и ведущие. Запущена в эксплуатацию первая версия официального сайта телеканала. «Муз-ТВ» стал позиционировать себя как «национальный музыкальный телеканал» и в отличие от телеканала «MTV Россия», пользовавшегося популярностью у молодёжи и обращённого скорее к этой категории зрителей, ориентировался на более взрослую телеаудиторию. К числу известных ви-джеев, работавших в эфире телеканала в те годы, относятся главным образом Ирина Юдина, появлявшаяся в эфире под псевдонимом Аврора, и Александр Пряников, а также: Василий Куйбар, Татьяна Плотникова, Лариса Пятницкая (более известная под именем Белка), Дмитрий Широков, Дарья Субботина, Маша Малиновская, Оскар Кучера.
В этот же период прошло полное переформатирование музыкального эфира, подразумевающее под собой более жёсткую сегментацию транслируемых клипов в эфире. Так, в послешкольные часы показывались видеоклипы групп и исполнителей, востребованных среди молодёжи, в прайм-тайм шли исполнители, популярные у более взрослой аудитории, а ночь была отдана под показ диджейских сетов или записей концертов зарубежных музыкантов и певцов.
В период с 27 августа по 6 сентября 2000 года вещание Муз-ТВ в Москве и Московской области не осуществлялось из-за пожара на Останкинской телебашне. С 6 сентября трансляция канала была возобновлена в обычном режиме, так как к тому моменту уже удалось протянуть фидеры на башне.
В октябре 2000 года телеканал получил премию «ТЭФИ» за своё эфирное оформление в номинации «Телевизионный дизайн». Годом позже, в 2001 году, за то же оформление «Муз-ТВ» был вручён специальный приз жюри фестиваля PROMAX&BDA.

### 2002—2008 годы: эпоха Игоря Крутого
В июне 2002 года телеканал перешёл в собственность холдинга Игоря Крутого «АРС рекордс». В 2007 году 75 % акций телеканала перешли в собственность Алишера Усманова, 25 % остаются в активе «АРС».
9 сентября 2002 года Муз-ТВ сменил логотип в третий раз.
На фоне перехода телеканала к Игорю Крутому его наполнение наиболее кардинально изменилось, перейдя от музыки и музыкальных передач в сторону авторских развлекательных программ, телеигр и шоу собственного производства, иногда разбавлявшихся мультфильмами советского производства для детей и советскими детскими и молодёжными фильмами. Среди запущенных программ периода 2000-х годов отдельного упоминания заслуживают информационные программы «PRO-Новости», «PRO-Обзор» и «Zoom» с Василием Куйбаром, юмористическое шоу «Бардачок», телеигры «Натуральный обмен», «Алфавит», «Следующий!», «Три обезьяны», «Пень-колода», а также линейка программ о личной жизни российских звёзд эстрады: «Love Story» (совместный проект «Муз-ТВ» и Love Radio, в рамках которого рассказывали свои истории любви известные персоны российского шоу-бизнеса), «Напросились» (экскурсии по домам или квартирам знаменитостей) и др. Одно время в середине 2000-х годов на «Муз-ТВ» (как и на «MTV Россия») также транслировались аниме. Музыкальный эфир во времена Крутого был заточен под раскрутку российских и в меньшей степени — зарубежных исполнителей.
Широкий общественный резонанс вызвали пять программ «Муз-ТВ»: наследник выходившего ранее на «MTV Россия» анти-хит-парада «Shit-парад» под названием «Пип-парад» (тогдашний спикер Госдумы Российской Федерации Геннадий Селезнёв выражал возмущение относительно резкой критики в эфире песен Николая Баскова), «В гостях у Масяни» (создатель персонажа Олег Куваев подал на телеканал в суд за незаконное использование мультяшной героини в своём эфире и в конечном итоге выиграл дело), «Деньги не пахнут» с Романом Трахтенбергом (зрители и российская общественность были шокированы концепцией передачи в которой ведущий публично заставлял добровольцев из молодёжи делать непристойные с точки зрения морали вещи — от поедания просроченных продуктов до выхода на улицу нагишом), а также «Блондинка в шоколаде» (видеодневник из жизни Ксении Собчак, сформировавший её репутацию как светской львицы, по факту трансляции которого группа патриотически настроенных активистов призывала Роспечать лишить телеканал лицензии на вещание), «Кухня Муз-ТВ» (концептуальное шоу о внутренней «кухне» канала, показ изнанки телепроизводства на Муз-ТВ, неудачных дублей и ляпов; инновационная концепция проекта в режиме субъективной камеры, методы съёмки и монтажа стали на многие годы ориентиром при создании различных программ и реалити-шоу на российском телевидении).
С начала 2003 по 2009 год на телеканале в музыкальных блоках работали SMS-чат и собственный сервис заказа мелодий на мобильные телефоны. В ноябре 2009 года Федеральная антимонопольная служба призвала «Муз-ТВ» убрать с экрана все рекламные плашки подобного содержания (в итоге телеканал подчинился этому требованию).
С июня 2003 телеканал проводит премию в сфере популярной музыки — «Премия Муз-ТВ».
1 сентября 2005 на канале вновь происходит смена логотипа. 11 сентября 2006 года логотип и оформление поменялись в пятый раз.
В ноябре 2006 года по решению Национального совета по вопросам телевидения и радиовещания Украины телеканал «Муз-ТВ» был исключён из списка телеканалов, разрешённых для ретрансляции в кабельных сетях, поскольку авторские права на музыкальные произведения, приобретаемые и показываемые каналом, не распространялись на территорию Украины, что нарушает действующее законодательство страны, однако множество кабельных операторов городов Украины продолжали транслировать «Муз-ТВ» до 2010 года. По состоянию на апрель 2019 года, «Муз-ТВ», как и все без исключения российские федеральные телеканалы, не входит в официальный список адаптированных на Украине телеканалов, одобренных Национальным советом для ретрансляции в кабельных сетях.

### 2008—2010 годы: Рубен Оганесов
18 сентября 2008 года телеканал произвёл обновление телеэфира: изменился логотип, межпрограммные заставки и появились новые программы. Фактически в этот период (до сентября 2009 года) канал управлялся менеджерами с родственного спортивного канала 7ТВ: в руководящем составе были председатель совета директоров и гендиректор Рубен Оганесов и заместитель гендиректора Климент Колосов. Автором нового визуального оформления выступил сотрудник Арт-департамента этого же спортивного канала Артём Куренков. Среди премьер сезона снова по большей степени были программы развлекательного характера: «Битва за респект», «ИГОГО», «Туба-туба», «Самородки», «Кризис-Шмизис» и другие. В следующем сезоне эфир дополнился программами «Мафия», «Крокодил», «Скорая модная помощь», «Наши в Лас-Вегасе», «Жена напрокат». Музыкальным форматом канала в те годы являлись хиты мировых и российских чартов.

### 2010—2012 годы: молодёжный развлекательный канал
С 21 апреля 2010 по 16 сентября 2012 года у телеканала было поясное вещание. С того же года, когда телеканал начал именовать себя как «МУЗ» и позиционироваться как молодёжный канал о популярной культуре, наметилась тенденция к увеличению в эфире немузыкальных программ, предназначенных для молодёжной аудитории: «Топ-модель по-американски», «Топ-модель по-русски», «Косметический ремонт», «Косметический ремонт. Русская версия», «Мама, я женюсь!» и др. В эфире Муз-ТВ того периода шли повторы телесериалов, ранее транслировавшихся на других каналах («Зачарованные», «Кто в доме хозяин?», «Тайный дневник девушки по вызову» и другие).
В июле 2010 года завершена сделка по объединению телевизионных активов «Медиа-1» и «АФ Медиа Холдинг» и образован новый холдинг «ЮТВ», куда входят каналы «Муз-ТВ» и «7ТВ» (позже — «Канал Disney», ныне — «Солнце»).
30 января 2012 года появилась информация о том, что телеканал требует $1,8 млн с американской компании New Wave Entertainment. Согласно этим сообщениям, на «Премии Муз-ТВ 2011» одним из главных гостей должна была стать Леди Гага. В качестве аванса американской компании, выступавшей в качестве агента, были заплачены $1,5 млн. Однако, в итоге, поездка исполнительницы в Москву не состоялась.

### 2012—2021 годы: возврат к музыкальному формату и эпоха Армана Давлетярова
26 июля 2012 года руководство телеканала объявило о его преобразовании в новый молодёжный канал «Ю». Гендиректор «Муз-ТВ» Андрей Димитров объяснил необходимость перезапуска тем, что к тому времени музыкальный контент в эфире телеканала «уже давно занимал незначительное место». К примеру, за первые пять месяцев 2012 года популярными программами стали «Топ-модель по-русски», «Зачарованные», «Адская кухня» и «10 поводов влюбиться». В то же время «ЮТВ Холдинг» не стал отказываться от бренда «Муз-ТВ». Уже в начале августа на спутнике «Экспресс MD1» (80° в. д.) началось тестовое вещание новой версии «Муз-ТВ». В тестовой версии шли только клипы. Логотип телеканала был тогда белым (он использовался в программе «Муз-Заряд»), после окончания тестового вещания круги на логотипе стали разноцветными, как в эфирной версии. Официальный переход с эфирного на кабельное вещание состоялся 16 сентября в 12:00. Появились множество программ и музыкальных блоков, многие из которых перешли из эфирной версии на новую, а некоторые вернулись в эфир. Но уже 14 декабря того же года, получив позицию во втором мультиплексе, телеканал сам вернулся в эфир.
В отличие от первоначального формата вещания, теперь на канале работают по преимуществу только «звёздные» лица, а не собственные постоянные телеведущие, как это было ранее. Генеральный директор Арман Давлетьяров рассказывал об этом следующим образом в 2014 году:

Да, на «Муз-ТВ» работают только звёздные ведущие, а это является показателем профессионализма и высокого уровня канала. Только на «Муз-ТВ» звёзды становятся ближе к зрителям, рассказывают о музыкальных новинках и делятся своими музыкальными предпочтениями. Например, группа «Градусы» и «Дискотека Авария» ведут «Муз-ТВ чарт». Светлана Бондарчук — «Hello! чарт», а Нюша и Влад Соколовский — ведущие «Русского чарта». Кроме того, Митя Фомин ведёт «ClipYou чарт», DJ Smash представляет NRJ Chart, Яна Рудковская рассказывает о хит-параде детско-подростковых музыкальных клипов в «Детской десятке», популярный среди молодёжи интернет-блогер Айза Долматова недавно стала ведущей «Неформат чарта». Виктория Лопырёва делится своими музыкальными вкусами со зрителями в «Fashion чарте». Лера Кудрявцева, Отар Кушанашвили, Артём Шалимов и Рита Че — ведущие прямого эфира в «Партийной зоне». Самый востребованный дизайнер Игорь Гуляев — ведущий модной программы «Икона стиля».

В честь своего 20-летия, двадцатого числа каждого месяца 2016 года, телеканал показывал архивные программы разных лет. В октябре 2016 года было объявлено, что «Муз-ТВ» будет продавать рекламодателям аудиторию «все 18-44 лет».
8 сентября 2018 года произошла смена логотипа и графического оформления канала.
17 октября 2018 года телеканал перешёл на вещание в формате 16:9.
1 ноября 2018 года телеканал вернулся к практике поясного вещания, запустив трансляцию по орбите «+7» (Владивостокское время). 16 января 2019 года дополнительно были запущены ещё две орбиты вещания телеканала — «+2» (Екатеринбургское время) и «+4» (Красноярское время). Тем самым, на канале восстановлены те часовые дубли, которые вещались с 21 апреля 2010 года по 16 сентября 2012 года.
В честь своего 24-летия (2020 год) «Муз-ТВ» организовал 24-часовой марафон клипов. Каждый час был посвящён одному году вещания канала. В эфире показывались видеоработы с 1997 по 2020 год.

### С 2021 года: Захар Бабин
В январе 2021 года генеральный директор «Муз-ТВ» Арман Давлетяров сообщил, что покидает свою должность. Его преемником стал Захар Бабин, ранее возглавлявший телеканал «ТНТ Music».
В честь 25-летия канала каждое 25-е число месяца (март, апрель, май и июль) проводился 25-часовой марафон клипов под названием «Клипортация. 25 лет за 25 часов». Всего было четыре марафона клипов.
С сентября 2021 года телеканал активно начал подвергать цензуре все моменты в видеоклипах и в текстах песен, связанные с алкоголем и табакокурением, а также неприличные жесты. Ненормативная лексика на русском и английском языках также подверглась цензуре — в видеоклипах слова вырезаются из звуковой дорожки, а на концертах Муз-ТВ слова «заглушаются» эффектами «reverse» и «scratch». С ноября 2022 года также «заглушаются» слова «мир» и «война».
1 ноября 2021 года произошёл очередной ребрендинг телеканала. Цветовое оформление канала сменилось с фиолетово-оранжевого на розово-сиреневое, а вместо шрифта Helios стал использоваться Montserrat. Также завершилась «эпоха» кругов, использовавшихся в логотипе с 2008 года. Новый логотип представляет собой 3 иконки «Play», а стилистическим элементом эфирной графики стала стрелка вправо с закругленным концом, которая, по словам дизайнеров, разработавших новый концепт графики канала, показывает, что «всё бесконечно движется вперёд».
В 2022 году «Муз-ТВ», по данным Mediascope, показал самое высокое время смотрения за последние 10 лет в большинстве ключевых аудиторий и вошёл в топ-5 федеральных каналов по приросту времени смотрения в 2022 году, которое увеличилось на 8 %. Также телеканал улучшил качество картинки и отреставрировал более 300 клипов из своей «золотой коллекции», запустил больше 15 программ собственного производства и провёл семь концертов с прямой трансляцией. Кроме того, был запущен ряд программ за счёт коллабораций с крупнейшими радиостанциями и стриминговыми площадками.
На фоне Российского вторжения на Украину, а также санкций против России, «Муз-ТВ» стал значительно реже добавлять в эфир новые зарубежные музыкальные клипы. Частичный отказ от их добавления (за исключением новых зарубежных музыкальных клипов Global Records, Effective Records и некоторых других лейблов, которые до сих пор добавляют в эфир «Муз-ТВ») произошёл с декабря 2022 года. Таким образом, телеканал впервые за более чем его четвертьвековую историю стал уделять всё большее внимание исключительно отечественному музыкальному контенту.
С 17 июня 2024 года в ночном эфире транслируются несколько интернет-шоу, ранее выходившие на платформе VK Видео.

## Штаб-квартира
В 1996—2010 годах редакции и студии телеканала располагались в телецентре «Останкино» (АСК-3). В 2010—2015 годах, после образования «ЮТВ Холдинга», «Муз-ТВ» наряду с ещё существовавшим тогда телеканалом из того же холдинга «7ТВ» размещался на бизнес-центре «Даниловские мануфактуры» (переезд «Муз-ТВ» из телецентра «Останкино» проходил постепенно, начиная с ноября 2009 года). С 2015 года «Муз-ТВ» располагается на Ольховской улице, д. 4, корп. 2.

## Вещание
Телеканал доступен в пакетах всех операторов спутникового и кабельного вещания и в составе второго мультиплекса цифрового телевидения России (обязателен к распространению). Телеканал распространяется также в кабельных и спутниковых сетях иностранных государств (в неизменном или адаптированном виде, в соответствии с локальным законодательством).

### Аналоговое эфирное вещание (до 3 июня 2019)
- Ачинск — 57 ТВК[120]

### Интернет-вещание
Телеканал также вещает в Интернете на официальном сайте канала. Онлайн-трансляция телеканала предоставлена видеопорталом Rutube (ранее — YouTube).

## Премия Муз-ТВ
С 5 июня 2003 года вручалась «Премия Муз-ТВ» за достижения в популярной музыке.
Пятёрки претендентов по каждой номинации формировались на основании решения Экспертного совета. Затем проводилось голосование на сайте премии.
Церемония вручения проходила в СК «Олимпийский» с участием номинированных артистов и приглашённых звёзд. Среди них бывали и иностранные исполнители: US5, Tokio Hotel, 50 Cent, 30 Seconds to Mars, Christina Aguilera, Pussycat Dolls, Jennifer Lopez, Katy Perry, Flyleaf, Dan Balan, Anastacia, The Exies, Craig David, Arash, PSY.
В 2020 году премия не вручалась из-за пандемии коронавируса. С 2022 по 2023 год из-за запрета выступлений многих отечественных и иностранных исполнителей на фоне военного конфликта на Украине и санкций вручение премии не проводилось. В 2024 году телеканал объявил о предстоящем возобновлении проведения премии.

## Архив программ
- «#ЯНАМУЗТВ» (ранее — «Check-IN») — нон-стоп из клипов по заказу телезрителей со всей страны (с 1 сентября 2014 года)
- «Black Box» (позже — «Urban Hit») — самые топовые и модные хиты в стиле R"n"B и хип-хопа, клипы американских и российских исполнителей (с 7 декабря 2008 по 12 декабря 2009 года)
- «Fresh» — новинки эфира, самые актуальные и самые свежие музыкальные видеорелизы отечественных и мировых звёзд (с 16 сентября 2012 по 21 сентября 2014 года)
- «Gold» (11 ноября 2014 года)
- «Love чат» (с 2023 года)
- «Love Hit» (с 31 августа 2009 года)
- «Love Hits» (с 17 сентября 2018 по 14 февраля 2022 года)
- «MultiMix» (с 28 февраля по 12 июля 2009 года)
- «PROКлип» — артисты делятся тайнами и интересными подробностями со съёмок своих свежих видеоработ (с 25 марта 2016 года)
- «Sexy час» (с 22 октября 2010 по 15 августа 2014 года)
- «Shэйкеr» — музыкальный блок, смешанный нон-стоп российских и зарубежных видеоклипов (с 15 января 2000 по 8 октября 2006 года)
- «Shэйкer Hits» (с 6 июня 2005 по 27 января 2006 года)
- «Битва фанклубов» (с 22 сентября 2014 года)
- «Ваш выбор» (с 7 по 15 мая 1998 года)
- «Дайте два!» («Двойной удар») — два разных клипа одного исполнителя в одном нон-стопе (с 9 сентября 2015 по 25 мая 2018 года)
- «Ждите ответа» — случайные прохожие на улицах задают неожиданные вопросы обо всем на свете (с 6 сентября 2016 года)
- «Золотая лихорадка» — главные российские и зарубежные музыкальные хиты всех времён и народов — золото высшей пробы минувших десятилетий (с 17 декабря 2015 года)
- «Каждое утро» — бодрящая музыка, рецепты блюд, фитнес, гадания, погода, гороскоп и новости из жизни звёзд (с 5 сентября 2016 года)
- «Караоке хит» (ранее — «Ловец слов») (с 9 апреля 2023 года)
- «Караокинг» — самые популярные песни всех любителей караоке (с 9 декабря 2017 года)
- «Клипомания» (с 1 мая 1996 по 14 января 2000 года) (ранее на К-10)
- «Кто следующий?» (с 18 декабря 2023 года)
- «Лига свежих клипов» — подборка из новинок эфира (с 1 мая 2022 года)
- «МУЗ-ТВ Dance» (позже — «Dance Dance Dance» и «Dance Hit») — нон-стоп танцевальной музыки (с 12 ноября 2006 по 17 апреля 2010 года)
- «МУЗ-ТВ Классик» (позже — «Золотая коллекция», «Музей» и «Золото») (с 17 сентября 2006 по 13 апреля 2018 года)
- «МУЗ-ТВ Хит» (позже — «Только жирные хиты») — нон-стоп популярной музыки, позже — лидеры мировых и российских чартов (с 25 сентября 2006 по 25 мая 2018 года)
- «МузЗаряд» (с 15 июня 2010 по 30 ноября 2011 года и с 17 сентября 2012 по 2 сентября 2016 года)
- «Музитив» (до 2 сентября 2021 года — «Неспиннер») (с 1 сентября 2017 года)
- «Музыка со СМыСлом» — SMS-игры и видеоклипы (с 12 апреля 2004 по 8 октября 2006 года)
- «МузЭкспресс» (с 16 по 28 января 2006 года)
- «На ночь глядя…» (со 2 марта 1998 по 14 января 2000 года)
- «Народное диско» (с 22 февраля 2024 года)
- «Наше» — нон-стоп из российского музыкального видео без ограничения жанров, направлений и времени релиза (с 24 марта 1997 года)
- «Плейлист. Весна» (с 1 марта 2023 года)
- «Плейлист. Зима» (с 1 декабря 2022 года)
- «Плейлист. Лето» (с 11 июля 2022 года)
- «Плейлист. Осень» (с 1 сентября 2022 года)
- «Плейлист по кайфу» — восточный колорит и хиты о пылкой любви, лиричные треки и горячие танцевальные биты (с 10 декабря 2022 года)
- «Плейлист под оливье» (с декабря 2022 года)
- «Плейлист под шашлычок» (с мая 2023 года)
- «Премиальный хит» (с 12 апреля по 13 июня 2010 года)
- «Прогноз по году» (с 2019 года)
- «Рок нон-стоп» (с 2023 года)
- «Русский диск» (с 30 сентября 1996 по 9 марта 1997 года)
- «Сахар» — самые сладкие поп-хиты планеты (с 6 сентября 2016 по 8 ноября 2017 года)
- «Сделано в 00-х» / «Сделано в 90-х» (с 28 августа 2017 по 15 июня 2019 года)
- «Танцпол» (с 21 мая 2016 года)
- «Твой выбор» — музыкальный блок российских и зарубежных видеоклипов (с 18 сентября 2006 по 14 сентября 2008 года)
- «Теперь понятно!» — мировые хиты с русскими субтитрами. Теперь ты будешь точно знать, о чём поют твои любимые артисты (с 1 сентября 2014 по 25 мая 2017 года)
- «Только музыка» (с 7 мая 1998 по 11 февраля 2000 года)
- «Три хита» (с 29 марта 1997 по 5 июля 1998 года)
- «Хиты по-русски» (ранее — «Русские хиты — чемпионы») (с 1 июня 2015 года)
- «Энергетик» — бодрящий утренний нон-стоп (с 12 сентября 2005 по 8 октября 2006 года)

- «2 Фреш» с Катей Срывковой и Евгением Агабековым (с 30 октября 2000 по 27 октября 2003 года)
- «8 женщин» — в канун сердечного весеннего праздника самым удачливым зрителям МУЗ-ТВ посчастливилось лично поздравить любимых певиц с 8 марта
- «Без ансамбля» (с 27 апреля по 22 июня 2009 года)
- «Битва поколений» — музыкальное телешоу, в котором мэтры российской эстрады сражаются с молодыми исполнителями (с 17 сентября 2022 по 25 ноября 2023 года)
- «Будильник» (с 14 сентября по 9 ноября 2002 года)
- «Взрослые песни» с Дмитрием Широковым — живая акустическая музыка в студии, барды и шансонье, поющие поэты и артисты, которые исполняют свои и чужие песни под гитару (с 1 мая 2000 по 5 сентября 2002 года)
- «Высшая лига» — национальный конкурс песни (с 26 сентября 2004 по 29 мая 2005 года)
- «Дежавю» — удивительные совпадения в мире музыки и оригинальные российские и зарубежные клипы-плагиаты (с 25 декабря 2005 по 20 марта 2006 года)
- «Дискотека 80-х» с Сергеем Минаевым (с 14 ноября 2003 по 11 марта 2004 года)
- «Добрый монинг» (с 1 декабря 2011 по 30 марта 2012 года)
- «Живаго» («ЖIVAГО») с Артёмом Абрамовым — легендарные живые концерты мировых звёзд (с 1 сентября 2001 по 7 сентября 2002 года)
- «Живой концерт в студии МУЗ-ТВ» (с 6 апреля 1998 по 11 июня 1999 года)
- «Живьём с Максом» (с 4 октября 1996 по 6 марта 1997 года) (ранее на «Телеэкспо» и «Пятом канале»)[124]
- «Зажигай!» (с 15 февраля 2000 по 17 января 2004 года)
- «Моя волна» (с 4 декабря 2022 года)
- «МузРаскрутка» (со 2 ноября 2012 года)
- «Партийная зона» (с 2013 по 20 октября 2019 года) (ранее на ТВ-6)
- «Программа MTV» (с 1 мая 1996 по 8 марта 1997 года) (также на 2x2, ранее на TV-6 и К-10)
  - «Видеоактив» (с 1 мая по 8 ноября 1996 года)
  - «Выбор» (с 1 мая по 9 ноября 1996 года)
  - «Лучшая двадцатка из Америки» (с 6 мая по 30 сентября 1996 года)
  - «Лучшая двадцатка из Европы» (с 6 мая по 30 сентября 1996 года)
  - «Музыку не остановить» (с 6 мая по 30 сентября 1996 года)
  - «На большом экране» (с 1 мая по 15 ноября 1996 года)
  - «Незабываемые хиты» (с 1 мая по 10 ноября 1996 года)
  - «Танцевальный хит-парад» (с 1 мая по 7 ноября 1996 года)
  - «Утренний коктейль» (со 2 мая по 3 октября 1996 года)
  - «Хит-лист UK» (с 7 мая по 1 октября 1996 года)
- «Самые-самые-самые» с Андреем Разыграевым — чем отличаются обычные клипы от «самых-самых-самых» (с 12 февраля по 1 сентября 2003 года)
- «Синг Сонг» (с 4 декабря 2021 по 29 января 2022 года)
- «Хит-сториз» — история съёмок одного хита (с 3 сентября 2021 года)

- «10 Sexy» (позже — «Sexy чарт») — чарт самых сексуальных российских и зарубежных клипов (с 9 сентября 2002 по 20 февраля 2022 года)
- «Big Love чарт» — музыкальный чарт, лучшие треки недели по версии «Love Radio» и «Муз-ТВ» (с 20 января по 29 декабря 2011 года) (позже на «MTV Россия»)
- «ClipYou чарт» — интерактивный хит-парад популярных музыкальных клипов Интернета (с 19 сентября 2014 по 15 марта 2017 года)
- «Da чарт» с Пашу — долгожданный хит-парад хип-хоп клипов (с 13 сентября 2005 по 2 июня 2007 года)
- «DFM Dance Чарт» (с 24 января 2020 года)
- «Fashion чарт»
- «Friday Night» (с 25 августа 2006 по 25 мая 2007 года)
- «Hello! чарт»
- «NRJ Chart» (с 19 сентября 2014 по 18 марта 2016 года)
- «R"n"B чарт» — пятнадцать лучших треков и клипов планеты в стиле R"n"B, Hip-Hop и Rap (с 12 декабря 2014 по 26 апреля 2017 года)
- «SA Lime Чарт» (с 3 апреля по 25 августа 2017 года)
- «Teen чарт» с Никой Исаевой (с 3 июня 2022 года)
- «TikTok чарт» (с 20 января 2021 по 11 января 2023 года)
- «Tophit чарт» — хит-парад, составленный на основе ротации радиостанций всей страны (с 18 сентября 2010 по 28 декабря 2013 года)
- «WEB Чарт» — десятка музыкальных треков и клипов и популярных роликов сети Интернет (с 1 февраля 2023 года)
- «В десятку!» (ранее — «10 самых горячих клипов дня») (с 19 сентября 2014 года)
- «Движок» (позже — «Dance Чарт») — хит-парад танцевальных клипов (с 7 мая 2004 по 27 июня 2007 года)
- «Детская десятка» — хит-парад, детский взгляд на современную музыку (с 25 сентября 2005 по 4 ноября 2018 года)
- «Европа Плюс чарт» (позже — «Топ Чарт Europa Plus») — самый европейский музыкальный чарт радиостанции «Europa Plus» и телеканала «Муз-ТВ» (с 23 июля 2010 по 21 января 2023 года, с 1 февраля 2025)
- «Золотая дюжина» — захватывающее путешествие во времени с самым объективным и авторитетным гидом в чарте золотых хитов (с 1 сентября 2017 по 28 декабря 2022 года)
- «Золотой граммофон чарт» (со 2 сентября по 23 декабря 2023 года)
- «ИМХО чарт» (с 27 февраля по 27 августа 2011 года)
- «Консервы»  — лучшие клипы, возглавлявшие хит-парады прошлых лет, ранее с Дмитрием Широковым (с 29 сентября 2001 по 29 декабря 2003 года и с 27 апреля 2022 по 24 октября 2024 года)
- «Летний чарт» (с 14 июля по 11 сентября 2010 года)
- «Мобильная 10-ка» (позже — «InterАктив чарт») — хит-парад мобильных мелодий, рейтинги клипов с огромным количеством заказов их рингтонов на телефоны наших зрителей (с 7 января 2005 по 27 декабря 2009 года)
- «МУЗ-ТВ Чарт» (ранее — «Хит-парад», «20» и «Хит-лист») (с 6 апреля 1998 года)
- «Неформат чарт» (с 30 декабря 2012 по 2020 год)
- «Новое радио чарт» с Кириллом Калининым (с 23 июня 2023 года)
- «Перемотка» — хит-парад музыкальных клипов девяностых и нулевых от известных артистов (с 1 февраля 2023 по 18 октября 2024 года)
- «Персональный хит-парад» — пятёрка самых любимых клипов «звезды» (с 8 сентября 2003 по 18 марта 2004 года)
- «ПиП-парад» с Асей Калясиной и Мишей Рольником — музыкальный анти-хит-парад, созданный коллективом «Shit-парада» на «MTV Россия» (с 16 февраля 2003 по 16 января 2004 года)
- «Рок-чарт» — хит-парад лучших отечественных рок-композиций (с 16 января 2006 по 16 июня 2007 года)
- «Русский чарт» (ранее — «10 наших» с Андреем Разыграевым и Оскаром Кучерой) (с 14 сентября 2002 по 24 декабря 2006 года и с 23 апреля 2010 года)
- «СПб.ру» — хит-парад клипов жителей Северной столицы (с 8 сентября по 8 декабря 2003 года)[125].
- «Срочный хит-парад» — пятёрка самых популярных клипов за прошедшие сутки (с 27 сентября 2004 по 29 декабря 2006 года)
- «ТОП 15 Like FM» — интерактивный нон-стоп с Виталиком Мишурой (с 6 мая 2022 года)
- «ТОП-30. Крутяк года» (с 31 декабря 2015 по 31 декабря 2022 года)
- «ТОП-30. Крутяк недели» (позже — «ТОП-30. Плейлист недели») (с 11 апреля 2015 по 22 января 2023 года)
- «ТОП-30. Народный хит» (со 2 июля 2023 года)
- «ТОП-30. Русский плейлист недели» (до декабря 2022 года — «ТОП-30. Русский крутяк недели») (с 8 ноября 2015 года)
- «ТОП-50. Женский плейлист» (с 8 марта 2023 по 8 марта 2024 года)
- «ТОП-50. Мужской плейлист» (с 23 февраля 2023 по 23 февраля 2024 года)
- «ТОП-50. Народный хит» (4 ноября 2023 года)
- «У-Дачный Чарт» (с 27 декабря 2020 года)
- «Хиты планеты. Топ 5» (5 декабря 2018 года)
- «Эго-чарт» (с 3 декабря 2008 по 26 июня 2009 года)
- «Юмор FM Чарт» (с 1 мая 2022 года)
- «Яндекс.Музыка Чарт» — музыкальный чарт, ТОП-40 лучших треков и клипов за прошедшую неделю по мнению сервиса «Яндекс.Музыка» (с 5 сентября 2020 года)

- «PROНовости Питер» (с 18 декабря 2000 по 9 февраля 2006 года)
- «PROНовости» (ранее — «Новости жизни») (с 28 сентября 1998 года)
- «PROНовости. Лучшее» (ранее — «PROОбзор») (с 25 марта 2000 года)

- «10 самых…» (с 31 августа 2009 года)
- «100 лучших шоу всех времен» (с 31 августа 2009 по 9 апреля 2010 года)
- «А ну-ка, звёзды!» (с 25 октября 2004 по 26 февраля 2005 года)
- «Ближе к звёздам» — фильм из цикла о жизни и карьере российских звёзд (с 12 ноября 2005 по 27 марта 2009 года)
- «Вечера на х…» (с 20 ноября 2006 по 29 января 2007 года и с 16 ноября по 10 декабря 2009 года)
- «Закажи звезду» (25 декабря 2020 года)
- «Звезда в ответе» (2021)
- «Звезда пошла на…» (с 27 апреля по 18 июня 2009 года)
- «Звезда народа» (с 16 февраля по 29 июня 2003 года)
- «Звёздные будни. День со звездой» — от звёздного «доброе утро» до звёздного «спокойной ночи» (с 20 декабря 2006 по 3 сентября 2007 года)
- «Звёздные истории»
- «Звёздные сплетни» — секреты и удивительные факты из жизни популярных звёзд (с 14 апреля по 30 ноября 2006 года)
- «Звёздные фабриканты» (с 4 октября 2004 по 1 марта 2005 года)
- «Звёзды зажигают» — хит-парад самых ярких и зажигательных событий зарубежного шоу-бизнеса (с 1 мая 2006 по 21 сентября 2013 года)
- «Звёзды под прицелом» — серия тематических программ о жизни публичных людей (с 7 сентября 2007 по 23 сентября 2008 года)
- «Искры летят» — ток-шоу Виктора Логинова и Анны Седоковой (с 14 апреля по 7 июля 2024 года)
- «Напросились» (с 14 сентября 2002 по 29 декабря 2017 года)
- «Наш квартал» — шоу-бизнес под наблюдением (с 15 мая по 29 декабря 2006 года)
- «Отар против» (с 17 августа 2010 по 31 января 2011 года)
- «Папарацци. Русская версия» (с 15 сентября 2007 по 29 марта 2008 года)
- «Планета ШОУБИЗ» (с 19 августа по 24 декабря 2010 года)
- «Поехали!» — реалити-шоу (с 15 сентября 2003 по 19 июня 2006 года)
- «Реальная жизнь» (17 апреля 2015 года)
- «Рождённые быть…» (с 12 июня по 29 сентября 2006 года)
- «Руки вверх. 10 лет. Всё по-честному» — документальный сериал (с 22 мая по 4 августа 2006 года)

- «PROКино» (с 12 марта 2007 по 27 декабря 2008 года)
- «v_PROkate» (с 21 февраля 2009 по 27 мая 2012 года)
- «Герои экрана» (с 20 августа по 24 декабря 2010 года)
- «Кино*Премьеры» (с 14 августа 2006 по 4 апреля 2007 года)
- «Кинофактура» — программа о кино (с 25 по 31 января 1999 года)
- «МузFilm» — специальные movie-клипы под музыку с оригинальных саундтреков популярных фильмов. Каждую неделю — популярный обзор киношных и околокиношных тем. Ведущая — Белка (Лариса Пятницкая) (с 6 февраля 1998 по 1 января 2005 года)
- «Настоящее кино» (позже — «CineManya») (с 4 сентября 2005 по 15 июля 2006 года)
- «Хорошее кино» (с 10 июня 2011 по 4 июня 2012 года) (ранее на СТС под названием «Модное кино»)

- «Cosmopolitan. Видеоверсия» (с 18 февраля по 14 июля 2012 года) (ранее на ТНТ, позже телеканале «Ю» под названием «Счастье! Видеоверсия»)
- «Fashion Time» — показы и дефиле, кутюрье и модели, актуальные коллекции и новейшие веяния, fashion-клипы российских дизайнеров. По выходным — обзор событий и явлений в мире моды и новейшие показы в формате full show. Бессменный ведущий — герой модной тусовки Василий Куйбар (с 10 апреля 2001 по 1 июня 2004 года)
- «PRO-Fashion» (с 11 октября 2008 по 27 мая 2009 года)
- «Время поговорить о моде» (с 29 сентября 2001 по 18 марта 2004 года)
- «Мода на Муз-ТВ» (с 16 сентября 1998 по 4 декабря 1999 года)
- «Модельный ряд»
- «Полиция моды» (с 17 сентября 2007 по 15 сентября 2008 года)[126]
- «Полный фэшн с Сергеем Зверевым» — гламурные будни эксцентричного стилиста (с 3 декабря 2005 по 20 октября 2009 года)
- «Просто модели» (с 17 февраля по 18 мая 2008 года)
- «Путёвка на Рублёвку» — гламурное шоу с Ульяной Цейтлиной (с 7 по 21 мая 2007 года)
- «Это было красиво» — шоу о моде с Анжеликой Пушновой (с 16 апреля по 2 июля 2023 года)

- «Up & Down Jeans» (с 14 июня по 7 октября 2005 года)
- «Аллё, гараж!» — ночной разговор со звёздами в прямом эфире (с 8 по 20 октября 2009 года)
- «Большая перемена» — VJ-блок в прямом эфире с Оскаром Кучерой, позже с Липой (с 9 сентября 2002 по 16 сентября 2005 года)
- «Вечерний звон» — клипы по заявкам зрителей (с 25 мая 1998 по 5 сентября 2003 года и с 14 февраля по 11 марта 2005 года)
- «Горячая линия» — интерактивное шоу в прямом эфире (с 9 сентября 2015 по 2016 год)
- «Джинсовка» — VJ-блок с Дмитрием Суховеем (с 1 декабря 2003 по 30 декабря 2004 года)
- «Диван-кровать» (с 12 апреля по 20 сентября 2009 года)
- «Жизнь прекрасна!» — утреннее шоу в прямом эфире для тех, кто смотрит ящик за завтраком, и для тех, кто проснулся, но ещё не встал. Когда в Москве и в Питере рассвет, то на Урале и в Сибири полдень, а на Дальнем Востоке уже ранний вечер. Зрители встречают новый день по московскому времени. Бессменные ведущие — Катя Срывкова и Евгений Агабеков. По понедельникам — прямой эфир из красной студии в «Останкино», со вторника по пятницу — прямой эфир из кафе-бара «Пирамида» на Пушкинской площади (с 6 сентября 1999 по 26 июля 2002 года)
- «Звёздный допрос» (с 8 ноября 2015 по 2018 год)
- «Поговорим…» — разговор с ведущим в прямом эфире (с 25 марта по 28 сентября 1997 года)
- «Русские пряники» — Александр Пряников и его гости — звёзды шоу-бизнеса — смотрят клипы и говорят со зрителями по телефону (с 25 апреля 2000 по 13 июня 2002 года)
- «Сбыча мечт» (с 26 февраля по 30 декабря 2009 года)
- «Сиеста» — нерабочий полдень в прямом эфире (с 20 марта 2000 по 6 сентября 2002 года)
- «Соковыжималка» с Дарьей Субботиной и Авророй — вечернее интерактивное шоу, мужские подвиги звёзд шоу-бизнеса (с 1 сентября 2000 по 10 февраля 2003 года)

- «Dance Battle» (с 12 по 28 мая 2009 года)
- «Fashion Академия» (с 1 октября по 17 декабря 2011 года)
- «t.A.T.u. Expedition» (с 17 апреля по 17 мая 2006 года)
- «Адская кухня» (с 5 декабря 2011 по 31 августа 2012 года)
- «Битва за респект» (с 20 октября 2008 по 15 ноября 2009 года)
- «Битва за эфир» (с 5 марта по 26 апреля 2012 года)
- «Быть Сергеем Лазаревым» (с 27 марта по 13 апреля 2006 года)
- «Вкус денег» (с 15 июля 2008 по 17 августа 2012 года)
- «Вкус любви» — динамичное и эксцентричное реалити-шоу (с 10 сентября 2007 по 23 ноября 2009 года)
- «Выборы» (с 14 февраля по 30 марта 2012 года)
- «Место под солнцем» (с 18 февраля по 11 апреля 2020 года)
- «Мобильные блондинки» — героини реалити-шоу Тоня, Оля и Лена решают создать собственную поп-группу (с 23 сентября 2008 по 11 января 2009 года)
- «Отпуск без путёвки» — программа Андрея Разыграева (с 10 марта 2018 по 2022 года)
- «Приехали!» — передача о путешествиях (с 23 апреля 2022 по 9 сентября 2023 года)
- «Семь под солнцем» (с 19 ноября 2004 по 12 ноября 2005 года)
- «Случайный фактор» (с 21 августа по 1 сентября 2006 года)
- «Собчак слезам не верит» (с 20 октября по 22 декабря 2018 года)
- «Топ-модель по-американски» (с 1 февраля 2010 по 14 сентября 2012 года)
- «Топ-модель по-русски» (со 2 апреля 2011 по 6 июля 2012 года) (позже на телеканале «Ю», затем на ТНТ — под названием «Ты — топ-модель»)
- «Фабрика звёзд» (с 22 марта по 27 июня 2004 года и с 17 сентября по 24 декабря 2007 года) и «Новая Фабрика звёзд» (со 2 сентября по 16 декабря 2017 года) (ранее, также и позже на «Первом канале», в 2004 и 2006 годах — на «MTV Россия» в рамках блоков «По домам», «Стоп! Снято!» и «Концертный зал», а также российских музыкальных видеоклипов выпускников этого шоу, сейчас на ТНТ)
- «Цепи» (с 3 сентября по 8 декабря 2005 года)

- «33» (позже — «Алфавит») — блиц-опрос по алфавиту, игра для грамотных (с 4 октября 2004 по 28 ноября 2008 года)
- «Mafia» (с 1 сентября 2009 по 10 января 2011 года)
- «Mafia. Секретные материалы» (с 16 октября 2009 по 29 января 2010 года)
- «Весёлые баксы» — провокационная игра (с 7 по 28 мая 2005 года) (также на REN-TV)
- «Видеотека» — интерактивная игра в прямом эфире (с 1 февраля по 22 мая 2006 года)
- «В темноте» с Оскаром Кучерой и Авророй (с 4 марта по 1 августа 2005 года)
- «Деньги не пахнут» с Романом Трахтенбергом — телеигра (с 14 февраля 2003 по 13 августа 2004 года)
- «Засеки звезду» (с 7 апреля 2017 по 21 июня 2019 года и с мая 2023 года)
- «Знаешь ли ты?» (с 30 марта по 20 июня 2024 года)
- «Империя страсти» — эротическая телеигра с Николаем Фоменко (повторы с НТВ, с 25 апреля по 9 июня 2005 года)
- «Крокодил» (с 5 февраля 2010 по 9 марта 2012 года)
- «Неслабое шоу» с Еленой Пономарёвой и Юрием Пашковым (с 15 февраля 2003 по 8 февраля 2004 года)
- «Пень-колода» с Павлом Волей (с 1 июня по 14 сентября 2004 года)[127]
- «Раз-Два-Три» — интерактивная музыкальная игра в прямом эфире (с 10 апреля 2001 по 2 августа 2002 года)
- «Реальная любовь» (с 24 мая 2011 по 18 июля 2014 года)
- «Следующий» (с 21 сентября 2004 по 23 июня 2006 года)
- «Три обезьяны» (со 2 июня по 1 октября 2004 года)[127]
- «Чемпионат МИРА» — шоу-викторина (с 26 августа 2006 по 23 марта 2007 года)

- «Cinema Game» (с 1 сентября по 1 октября 2009 года)
- «Smesh.no» — самые смешные видеоролики, присланные телезрителями (с 18 февраля 2008 по 31 декабря 2009 года)
- «Бардачок» — шоу с Борисом Моисеевым (с 11 июля 2004 по 6 июня 2005 года)
- «Золотая Казибота» — ежедневная утренняя премия «Муз-ТВ» за достижения «во всём, везде и почему» (с 1 по 4 сентября 2009 года)
- «Игого» — пародия на выпуск новостей (с 9 ноября 2008 по 25 мая 2009 года)
- «Привет, Кукуево!» — кукольное шоу (с 5 июля по 12 октября 2004 года)
- «Смеха ради» (с 4 августа по 13 сентября 2012 года)
- «Смешная передача» (с 4 октября 2004 по 6 июня 2005 года)
- «Туба-Туба» (с 9 декабря 2008 по 27 августа 2009 года)

- «10 поводов влюбиться» (с 15 ноября 2011 по 14 сентября 2012 года) (позже на телеканале «Ю»)
- «20 — конспект 9» — премьера недели (с 4 сентября по 31 октября 2000 года)
- «Alter Ego» — Ирина Лесова исследует второе «Я» своих гостей (с 27 февраля 2001 по 3 сентября 2002 года)
- «BMG представляет» (с 22 марта по 19 октября 2001 года)
- «FAQ» (с 1 апреля 2006 по 26 мая 2010 года)
- «Love Story» — совместный проект «Муз-ТВ» и «Love Radio», красивые любовные истории, рассказанные звёздами музыки и шоу-бизнеса (с 13 февраля 2003 по 19 декабря 2006 года)
- «MCM: L’Integrale» (с 6 апреля 1998 по 4 декабря 1999 года) (ранее на ТВ-6)
- «Playboy: девушка с обложки»
- «Playboy: идеальная подружка»
- «Playboy: разденьте девушку» (с 3 декабря 2011 по 4 марта 2012 года)
- «Playboy: снимите девушку»
- «PlayMenu» («PlayМеню») — специальное интерактивное развлечение для зрителей телеканала, хит-парад из 15 клипов, выбранных из предложенного на сайте меню. Представляет и комментирует клипы Дарья Субботина (с 17 марта 2001 по 7 сентября 2002 года)
- «RapCity» — всё, что нужно знать о рэпе и хип-хопе (с 30 сентября 2001 по 8 сентября 2002 года)
- «SA Party Гайд» с Артёмом Шалимовым (со 2 апреля по 18 июня 2018 года)
- «Sex-битва[англ.]»
- «Sex-битва по-русски» (с 28 марта по 10 октября 2011 года)
- «Urban Dance Hit»
- «VIP-Zone» (с 8 марта по 22 августа 2009 года)
- «Zoom» — журнал парадоксальных спецрепортажей (с 15 июля 2000 по 7 июня 2010 года)
- «Азбука секса» — серия документальных фильмов об интересных фактах из области сексуальной культуры человеческих взаимоотношений (с 7 мая 2006 по 30 ноября 2008 года)
- «Анатомия красоты» (с 24 октября по 11 декабря 2010 года)
- «Аты-баты» с Машей Малиновской (с 21 апреля по 29 сентября 2003 года)
- «Без купюр» — серия тематических программ о деталях и интересных фактах жизни публичных людей и звёзд шоу-бизнеса (с 3 июля 2006 по 4 апреля 2007 года)
- «Без паники!»
- «Без разбора!»[125]
- «Безбашенные американцы»
- «БезВредное шоу» с Андреем Разыграевым (с 8 сентября 2003 по 28 мая 2005 года)
- «БезУМно красивые» (с 15 октября 2011 по 1 марта 2012 года)
- «Бесспорно» (с 6 октября по 17 ноября 2007 года)
- «Битва талантов» (10 и 17 марта 2018 года)
- «Блондинка в шоколаде» (с 20 октября 2006 по 16 мая 2010 года)
- «Больно, но довольна»
- «В гостях у Масяни» (с 9 сентября 2003 по 28 августа 2005 года)
- «В движении» — утренний VJ-блок с Авророй и Юрием Пашковым (с 30 июня по 5 сентября 2003 года)
- «В народ» — народные кумиры в нестандартные для себя ситуации, где становятся ближе к народу или попадают «в народ» (с 19 сентября 2004 по 9 января 2005 года)
- «Видеоальбом» — все хиты, свежие новости и викторина (с 28 сентября 1997 по 13 ноября 1999 года)
- «Герои Reeфитнеса» — реалити-шоу с Александром Пряниковым (с 15 ноября по 24 декабря 2010 года)
- «Гок Всемогущий»
- «Голыши»
- «Горячие мамочки». С 25 сентября 2011 по 13 апреля 2012 года также выходила русская версия.
- «Группа разбора» с Оскаром Кучерой, позже — с Липой (с 10 сентября 2003 по 19 ноября 2004 года)
- «Два центнера любви»
- «Девочки на заказ» (18 апреля 2007 года)
- «День независимости» (с 21 июля по 1 сентября 2012 года)
- «Детские забавы с Хайди Клум»
- «Дима Билан. Жизнь против правил»
- «Доброе утро, страна!» — утреннее шоу с Машей Малиновской, Артёмом Абрамовым и Алисой Селезнёвой (с 9 сентября 2002 по 11 апреля 2003 года)
- «Доктор Т» (со 2 по 23 июня 2009 года)
- «Жена напрокат» (с 31 августа 2009 по 21 января 2011 года)
- «Залетай в тренды» (с 7 по 24 августа 2023 года) (ранее и позже на «VK Видео»)
- «Западня» (с 13 февраля по 14 марта 2010 года)
- «Звёздный талисман» (с 23 октября по 5 декабря 2010 года)
- «Звёзды против привидений»
- «Здесь был Вася» — звёзды музыки и шоу-бизнеса, кино и театра, радио и телевидения, бизнеса и политики показывают любимые места своей юности и рассказывают связанные с этими местами истории (с 4 сентября 2000 по 9 февраля 2003 года)
- «Знакомство с родителями» (с 13 ноября 2011 по 10 февраля 2012 года)
- «Икона стиля» — развлекательная программа о моде, стиле и чудесных изменениях в имидже героев (с 21 сентября 2014 по 15 апреля 2018 года)
- «Индекс популярности» — шоу-викторина с Оскаром Кучерой (с 30 сентября 2004 по 25 августа 2005 года)
- «Испытание верности» (со 2 марта 2005 по 4 июня 2008 года)
- «История успеха» (с 11 сентября по 28 ноября 2010 года)
- «Ищи ветра»
- «Кавказские пленницы, или новые вечера» — реальная история деревенской жизни двух известных столичных жительниц (с 7 по 25 мая 2007 года)
- «Караоке в большом городе» (с 3 сентября по 26 ноября 2021 года)
- «Киношка» (с 9 сентября 2002 по 15 сентября 2012 года)
- «Конвейер любви» (с 8 апреля по 28 августа 2011 года)
- «Консерватория» (с 26 апреля по 28 июня 2009 года)
- «Косметический ремонт» (с 8 ноября 2010 по 10 сентября 2012 года). С 23 мая по 18 ноября 2011 года также выходила русская версия.
- «Красавицы и чудовище. Будни Пети Листермана» (с 10 октября 2007 по 17 апреля 2008 года)
- «Крутящий момент» — мир дорогих авто, звёздные авто владельцы и просто все об автомобилях (с 1 сентября 2006 по 20 октября 2007 года)
- «Кто всех круче в Голливуде» (с 19 декабря 2010 по 15 июня 2012 года)
- «Кухня» (с 4 сентября 2000 по 26 июня 2016 года)
- «Лаборатория чувств» (с 20 августа по 24 декабря 2010 года)
- «Линия» (с 3 сентября по 8 декабря 2005 года)
- «Лифт» (с 14 февраля по 20 мая 2011 года)
- «Любовные игры»
- «Максимальный риск» с Оскаром Кучерой (с 12 сентября 2003 по 6 февраля 2004 года)
- «Мама, я женюсь!» (с 4 по 20 октября 2010 года)
- «Мегахит» — семёро молодых людей горят желанием попробовать себя в роли музыкального продюсера (с 10 мая по 28 июня 2007 года)
- «Мисс „Детсад“» (с 15 января по 18 марта 2012 года)
- «МузGeo» — занимательная география под этническую музыку (с 4 сентября 2000 по 4 июля 2004 года)
- «МузXtreme» — экстремальный спорт, головокружительные трюки и безумные рекорды (с 3 сентября 2001 по 21 сентября 2004 года)
- «МузZone» — еженедельный 13-минутный отчёт о танцевальных party в московских клубах, бесконечное путешествие по ночной Москве, клубы и дискотеки, ди-джеи и поп-звёзды, концертные номера и интервью (с 20 марта 2000 по 15 мая 2005 года)
- «МузАктив» (со 2 августа 1999 по 19 марта 2000 года)
- «МузГорДвиж» с Настей Негодой (с 4 августа 2022 по 9 апреля 2023 года)
- «МузПлотФорма»
- «Музыкальная метель» (позже — «МузМетель») — звёзды шоу-бизнеса гонят пургу за кулисами «Метелицы» (со 2 ноября 1999 по 25 июня 2002 года)
- «Мультяшка» (с 17 мая 2003 по 16 сентября 2012 года)
- «Мускул» («Музкул») — программа о спорте (с 9 августа по 27 декабря 1999 года)
- «На взводе» (с 3 сентября по 30 ноября 2007 года)
- «На мели[англ.]»
- «Народная программа» (с 4 марта 1997 по 27 сентября 1998 года)
- «Народный артист-3» с Ольгой Шелест и Оскаром Кучерой (с 20 марта по 12 июня 2006 года) (ранее и также на телеканале «Россия»)
- «Настройка» (с 5 сентября по 23 декабря 2005 года)
- «Натуральный обмен» (с 2 сентября 2004 по 31 декабря 2005 года)
- «Наш квартал» (с 5 июня по 4 декабря 2006 года)
- «Не мешки ворочать» (с 20 августа по 31 декабря 2010 года)
- «Новая Я»
- «Номинанты Премии 2010» (с 26 апреля по 11 июня 2010 года)
- «Опс-Попс» с Отаром Кушанашвили (с 15 сентября по 14 декабря 2002 года)[128]
- «Оскар-шоу» с Оскаром Кучерой (с 13 сентября 2002 по 27 июня 2003 года)
- «От Си до Ди» — новости рынка грамзаписи с VJ Верой Боксер (с 16 июля 1997 по 21 июня 1998 года)
- «Отряд музыкального назначения»
- «Отчаянные домохозяйки в большом городе» (с 1 декабря 2008 по 27 декабря 2009 года)
- «Очень важная персона» (с 16 февраля 2003 по 18 июня 2006 года)
- «Очень караочен» (с 8 апреля 2017 года)
- «Парочки» — шоу Артёма Абрамова и Татьяны Плотниковой (с 28 июня 2000 по 4 сентября 2002 года)
- «Платье на счастье» (с 24 июля по 14 сентября 2012 года)
- «По вашим заявкам» (с 23 марта 1997 по 25 марта 2000 года)
- «Полчаса на себя» (с 9 июля по 19 августа 2023 года)
- «ПОП-KULT» — эстрадный концерт российских звёзд поп-музыки живьём на сцене (с 26 мая 2002 по 7 сентября 2003 года)
- «Популярная правда» (с 17 октября 2010 по 16 сентября 2012 года) (позже на телеканале «Ю»)
- «Посольство красоты» (с 16 июня по 15 сентября 2012 года)
- «Потерянные в океане»
- «Правила секса»
- «Правила съёмки» — простые уроки видеосъёмки с известным режиссёром Ириной Мироновой (со 2 декабря 2005 по 2 июня 2006 года)
- «Практика секса» (с 15 августа по 19 декабря 2010 года)
- «Приключения в Вегасе» (со 2 августа по 1 сентября 2010 года)
- «Про это» (повторы с НТВ, с 13 сентября 2003 по 15 сентября 2004 года)[129]
- «Путёвка на Рублёвку» (с 5 по 20 мая 2007 года)
- «Ранетки Live» (с 31 августа 2009 по 15 июня 2010 года)
- «Реальная любовь» — реальная история любви от первого знакомства до Дворца бракосочетания (с 27 февраля по 2 июня 2006 года)
- «Розовый диван» (с 3 декабря 2008 по 25 мая 2009 года)
- «Рок любви» (с 22 ноября по 23 декабря 2010 года)
- «Русские файлы» — фильм из цикла «Ближе к звёздам» о жизни и карьере звёзд эстрады и шоу-бизнеса (с 18 февраля 2006 по 11 января 2010 года)
- «Самородки» (с 1 декабря 2008 по 24 июля 2009 года)
- «Самородки недели» (с 20 декабря 2008 по 25 июля 2009 года)
- «СВ-шоу» с Веркой Сердючкой — юмористическая разговорная программа (повторы с 1+1, ТВ-6, РТР и СТС, с 29 ноября 2003 по 3 июля 2004 года)
- «Свадьба твоей мечты» (с 6 октября по 18 декабря 2008 года)
- «Свалка историй» (с 9 по 20 мая 2012 года)
- «Сдобный вечер»
- «Секрет кухни» (с 16 октября 2011 по 21 января 2012 года)
- «Сказки Братьев Грим» — реальные истории гастролирующей группы (с 9 ноября по 21 декабря 2005 года)
- «Скорая модная помощь» (с 20 августа 2010 по 18 февраля 2012 года)
- «Сливки общества» (с 1 января по 19 августа 2007 года)
- «Смотри в оба» — музыкальная игра в прямом эфире (с 4 октября 1999 по 14 января 2000 года и с 8 сентября по 27 ноября 2003 года)
- «Соблазны с Машей Малиновской» (с 1 декабря 2011 по 29 июля 2012 года) (позже на телеканале «Ю»)
- «Спозаранку» — лёгкая утренняя музыка и полезная информация (с 8 марта 1998 по 11 февраля 2000 года)
- «Стартаперы» (с 26 июля по 13 сентября 2023 года)
- «Стилистика. Новости моды» (с 16 апреля 2006 по 16 сентября 2012 года) (позже на телеканале «Ю»)
- «Страшно красивые» (с 27 января 2007 по 17 октября 2010 года)
- «Стыковка» (с 31 декабря 2000 по 25 июня 2001 года)
- «Сцена» (с 30 января по 13 февраля 2009 года)
- «Счастливые часы»
- «Танцуй» (с 8 ноября 2011 по 15 июня 2012 года)
- «Теленочь» (с 25 сентября 2000 по 4 марта 2001 года)
- «Техника секса» (с 10 сентября 2005 по 8 апреля 2006 года)
- «Трансформер» — полосатый и универсальный нон-стоп (с 6 октября 2003 по 10 июня 2004 года)
- «Тур без купюр» (с 6 сентября по 16 ноября 2010 года)
- «Укрощение строптивых»
- «Упаковка» — новости моды с Василием Куйбаром (с 15 июля 2004 по 28 августа 2005 года)
- «Фактор А» (также на телеканале «Россия-1»)
- «Фактор страха» (американская версия) (с 22 июля по 15 сентября 2012 года)
- «Французский поцелуй»
- «Холостяк»
- «Хочу стать принцессой!» (с 9 марта по 1 апреля 2011 года)
- «Чтиво» — хит-парад бестселлеров, книги любимых музыкантов (с 5 февраля по 3 июля 1998 года)
- «Шальные деньги» (с 6 декабря 2004 по 5 ноября 2006 года)
- «Широкий вечер» (с 13 сентября по 23 декабря 2002 года)
- «Школа шарма» (с 16 августа 2010 по 4 марта 2011 года)
- «Шок-ток-шоу» (с 22 марта 1997 по 14 января 2000 года)
- «Шоу с Лерой Кудрявцевой»
- «Шпаргалка» (с 25 октября 2004 по 24 марта 2005 года)
- «Экстремальное свидание» (с 24 октября по 27 декабря 2006 года)
- «Экстрим» (с 13 сентября по 27 декабря 2005 года)
- «Элементы. Модель для сборки»
- «Я — супермодель[англ.]»
- «Я люблю Нью-Йорк» (с 26 ноября по 14 декабря 2007 года)

- «90210: Новое поколение» (с 1 февраля по 19 августа 2010 года)
- «FM.04» (с 16 февраля по 16 мая 2009 года)
- «Split. Тайна крови» (с 22 марта по 28 мая 2010 года)
- «Studio Sud» (с 6 октября 2008 по 31 января 2009 года)
- «Баффи — истребительница вампиров» (с 3 по 6 сентября 2012 года)
- «Большие надежды» (с 12 мая по 22 июня 2008 года)
- «Детки в клетке» (собственное производство, с 23 октября по 29 ноября 2007 года)
- «Дорогая Маша Березина» (повторы с СТС, с 1 августа по 6 сентября 2011 года)
- «Дочки-матери» (повторы с СТС, с 14 марта по 27 июля 2011 года)
- «Зачарованные» (с 19 марта по 14 сентября 2012 года)
- «Игрушки» (повторы с СТС, с 30 января по 30 марта 2012 года)
- «Когда сердца бьются в такт» (с 22 февраля по 26 декабря 2003 года)
- «Компьютерщики» (с 9 ноября 2009 по 6 мая 2010 года)
- «Крем» (с 7 ноября 2010 по 10 марта 2011 года)
- «Кто в доме хозяин?» (повторы с СТС, с 23 мая 2011 по 14 сентября 2012 года)
- «Любовь не шоу-бизнес» (собственное производство, с 17 сентября 2007 по 8 мая 2008 года)
- «Мелроуз Плейс» (с 15 марта по 2 апреля 2010 года)
- «Моя так называемая жизнь» (с 26 апреля по 12 июля 2009 года)
- «На волне успеха» (с 31 августа по 16 октября 2009 года)
- «Наша секретная жизнь» (с 19 мая по 26 августа 2009 года)
- «Опасные игры» (с 2 июля 2007 по 9 января 2008 года)
- «Радио Free Rosco» (с 8 июня по 28 августа 2009 года)
- «Роковые красотки» (с 23 февраля по 15 сентября 2012 года)
- «Рыжая» (повторы с СТС, с 3 октября 2011 по 20 июля 2012 года)
- «Сверхновая звезда» (с 20 июля по 2 сентября 2010 года)
- «Сёстры» (с 13 сентября 2003 по 18 января 2004 года)
- «Студенческая жизнь» (с 12 февраля по 26 июня 2003 года)
- «Тайный дневник девушки по вызову» (с 20 ноября 2010 по 9 сентября 2012 года)
- «Три сестры» (с 16 апреля по 9 сентября 2012 года)
- «Учительская» (собственное производство, с 1 сентября по 2 октября 2009 года)
- «Фантастическая девушка» (с 9 сентября 2002 по 11 февраля 2003 года)
- «Я мечтаю» (с 14 апреля по 5 июля 2008 года)
- «Яппи на пикапе» (собственное производство, с 1 октября по 25 декабря 2005 года)

- «Гангрейв»
- «Крестовый поход Хроно»
- «Приключения Джинга»
- «Стальная тревога» (с 15 мая по 5 июня 2006 года)
- «Чобиты»
- «Школьные войны»

- «Агентство Punch!» (с 24 февраля по 19 марта 2010 года)
- «Бернард» (с 18 декабря 2006 по 15 сентября 2012 года)
- «Да Моб» (с 27 февраля 2003 по 13 мая 2004 года)
- «Джет Грув» (с 4 декабря 2009 по 15 марта 2010 года)
- «Кризис-Шмизис» (с 20 апреля по 30 августа 2009 года)
- «Леон»
- «Лола и Вирджиния» (c 16 апреля 2007 по 24 октября 2008 года)
- «На волне» (с 12 июля по 3 ноября 2010 года)
- «Продюсер Паркер[англ.]» (с 1 февраля по 13 апреля 2010 года)
- «Синий воробей»
- «Улётный TRIP» (с 16 октября 2006 по 28 августа 2009 года)

С 2003 по 2012 год в эфире телеканала также транслировались советские мультфильмы, преимущественно производства киностудии «Союзмультфильм», Т/О «Экран» или «Киевнаучфильм». Иногда в середине-конце 2000-х годов показывались мультсериалы из стран бывшего социалистического лагеря: польского (Болек и Лёлек) и чешского производства (Крот и его друзья). В межпрограммной сетке также иногда транслировались короткометражные мультфильмы — итальянский комедийный сериал чёрного юмора «Lava-Lava!» и другие.
Новогодние проекты
- 31 декабря 1996 года — «Лучшая сотня МУЗ-ТВ» и музыкальный фильм «EAST 17».
- 31 декабря 1997 года — «100 хитов МУЗ-ТВ» и «МУЗ-ТВ — Танцуйте с нами!».
- 31 декабря 1998 года — «Клипомания».
- 31 декабря 1999 и 31 декабря 2002 года — «Новогодний нон-стоп».
- 31 декабря 2000 и 31 декабря 2001 года — «120».
- С 31 декабря 2003 года (с перерывами) — телевизионный фестиваль «Песня года». (повторы, ранее и также на Первой программе ЦТ, 1-м канале Останкино, ОРТ/«Первом канале», НТВ и телеканале «Россия»/«Россия-1»)
- 31 декабря 2004 года и с 31 декабря 2006 по 31 декабря 2007 года — «Концерт».
- 31 декабря 2005 года — «Новогодний сюрприз для зрителей».
- 31 декабря 2008 года — «Рай 2009».
- 31 декабря 2009 года — «Самый Новый год».
- 31 декабря 2010 года — «Новый год на МУЗе».
- 31 декабря 2011 года — «Снова жжёт Новый год».
- 31 декабря 2012 года — «Happy Ю Year».
- 31 декабря 2013 года — «Новогодний Кот-парад» и «Котики встречают год лошади».
- С 31 декабря 2014 года (с перерывами) — «Супердискотека 90-х Радио Рекорд».
- 31 декабря 2015 года — «Новый год на Муз-ТВ. Концерт».
- С 31 декабря 2016 года — «Танцы! Ёлка! Муз-ТВ!».

### Разное
До 2022 года «МУЗ-ТВ» не транслировал программы и трансляции общественно-политического характера, в том числе и с участием президента России (кроме его новогоднего обращения и минуты молчания).
- 18 марта 2022 года с 15:40 до 16:30 телеканал провёл прямую трансляцию концерта-митинга «Za мир без нацизма! Zа Россию! Zа Президентa!», посвящённый восьмой годовщине воссоединения Крыма к РФ, проводившийся на Московском стадионе «Лужники»[131]. Ведущими концерта были Мария Ситтель и Дмитрий Губерниев. В концерте принимали участие Полина Гагарина, Олег Газманов, Василий Герелло и группа «Любэ». Трансляция, подготовленная к эфиру медиахолдингом ВГТРК, демонстрировалась не полностью из-за технического сбоя[132] и была оборвана в начале речи официального представителя МИД России Марии Захаровой[133].
- С 9 мая 2025 года транслировался Парад Победы на Красной Площади.

## Виджеи
- Алёна Богомолова — Засеки звезду
- Анжелика Пушнова — PROНовости/PROНовости. Лучшее; Моя волна; Засеки звезду
- Артём Скоробогатов — Засеки звезду
- Артём Шалимов — PROНовости/PROНовости. Лучшее
- Артём Ковяшов — Хит Сториз
- Мари Гордеева — Хит Сториз
- Алиса Лобанова — 10 самых
- Звёзды российской сцены — чарты телеканала

### Бывшие виджеи
- Азия (Анастасия Цыденова)
- Александр Бедарев
- Алексей Чумаков
- Алиса Лобанова
- Альбина Джанабаева
- Alex Dee (Алексей Дымарский)
- Maxxx (Максим Недолечко)
- Аврора (Ирина Юдина)
- Александр Белоусов — создатель и ведущий проекта «Кухня».
- Александр Дульщиков
- Александр Пряников
- Александр Сирадекиан[134]
- Алексей Куличков — ведущий программы «Лаборатория чувств».
- Алексей Чадов — ведущий программы «PROКино».
- Алиса Селезнёва
- Анастасия Вознюк
- Андрей Григорьян (GREG)
- Андрей Джелиев — Каждое утро
- Андрей Разыграев
- Андрей Чорный
- Анна Овандо[135]
- Анна Семёнова
- Анфиса Чехова (Александра Корчунова)
- Арина Махова
- Арина Перчик
- Артём Абрамов
- Арчи (Артур Цветков)
- Аслан Ахмадов[134]
- Ася Калясина
- Беата Ардеева
- Белка (Лариса Пятницкая)
- Борис Моисеев
- Василий Куйбар — первый ведущий программы PROНовости (2000—2005)
- Вера Боксер
- Виктория Лопырёва
- Влад Копп
- Влад Лехов — ведущий программ Zoom, FAQ (2005—2009)
- Влад Соколовский
- Владимир Тишко[136]
- Андрей (Гарик) Харламов[137]
- Давид Геворков[134]
- Даниил Данилевский
- Дарья Субботина
- Дарья Филиппова
- Дмитрий Красилов — Приехали (тревел-шоу)
- Дмитрий Суховей
- Дмитрий Широков
- Дмитрий Штофф (Дмитрий Голубев, Штоффенков)
- Елена Князева
- Елена Пономарёва
- Елена Темникова — ведущая программы «Реальная любовь».
- Женя Агабеков
- Женя Малахова
- Ирина Лесова
- Ирина Миронова
- Ирина Пудова
- Катя Кандалина
- Катя Срывкова (Рыжая)
- Константин Трофимов (Кест) — ведущий утреннего шоу.
- Кристина Кейта[138]
- Кристи Крайм
- Кристина Руденькая
- Ксения Мерц
- Ксения Назарова
- Ксения Собчак
- Леонид Закошанский
- Лера Кудрявцева
- Лёха Албутов (ушёл на A-One)
- Лиза (Елизавета Бразис)[139]
- Липа Тетерич
- Макс Данилов
- Максим Василенко
- Максим Черницов
- Мария Кожевникова — ведущая программы «Лаборатория чувств».
- Константин Тарасюк
- Маша Казакова
- Марина Садкова (Маша Малиновская)
- Маргарита Челмакова (Рита Че)
- Миша Рольник
- Надежда Игошина (Ангина)
- Надежда Родионова
- Настя Негода — МузГорДвиж
- Наталья Абрамова
- Николай Ковбас
- Анна (Нюша) Шурочкина
- Оксана Устинова
- Олег Перов
- Ольга Шелест
- Евгений Боголюбов (Оскар Кучера)
- Отар Кушанашвили
- Павел Верхов
- Павел Воля
- Павел Пудан (Профессор Пуданс)
- Пашу
- Пётр Листерман
- Пётр Фёдоров
- Рамаз Чиаурели
- Рената Литвинова
- Рома Жёлудь
- Роман Пашков
- Роман Горбунов (Трахтенберг)
- Руслан Тагиев
- Рустам Солнцев (Калганов)
- Светлана Бондарчук
- Святослав Савченко (Савва) — ведущий утреннего шоу
- Сергей Зверев
- Татьяна Плотникова
- Таша Боксер
- Тая Катюша
- Тимур Батрутдинов
- Тимур Керимов (Тимур Родригез)
- Тимур Соловьёв
- Тинатин (Тина) Канделаки
- Татьяна Романенко (Тутта Ларсен)
- Ульяна Цейтлина[140]
- Федя Мега Драйв
- Юлия Борисова
- Юлия Грицук
- Юлия Плаксина — Каждое утро
- Юрий Однопозов
- Юрий Пашков (ушёл на MTV Россия)

## Гимн «Муз-ТВ с тобою»
В 2003 году (по некоторым данным — в 2002 году) появился клип на официальный гимн «Муз-ТВ с тобою», в котором пели: Сливки, Премьер-министр, Отпетые мошенники, Руки вверх!, Гости из будущего, Андрей Губин, Hi-Fi, Иванушки International, Кристина Орбакайте, Аврора, Алиса Селезнёва, Василий Куйбар, Дмитрий Широков, Дарья Субботина. В октябре 2011 года в честь 15-летия Муз-ТВ появилась обновлённая версия гимна. В записи песни и съёмках клипа приняли участие звёзды российского шоу-бизнеса: Вера Брежнева, Митя Фомин, группа A'Studio, Ани Лорак, Анна Семенович, группа Блестящие, Нюша, Лера Кудрявцева, группа Банд'Эрос, Марта, Сергей Лазарев, Слава и Дима Билан.

## Руководство
Арт-директоры
- Виктор Азеев (1996)[141]
- Юрий Боксер (1996—2000)
- Антон Ненашев (2000—2001)[142][143][144]
- Степан Лукьянов (2010—2011)
- Варвара Титова (2013—2021)[145][146][147]
- Наталья Разуваева (2021—2022)
- Ирина Буланова (с 2022 года)

Генеральные директоры
- Дмитрий Паппе (1996—1999)[148][149]
- Андрей Косогов (1999—2000)[150]
- Рубен Оганесов (2000—2002)[151][152]
- Лариса Нескороженкова (2002—2004)[153]
- Наталья Комарова (2004—2007)[154]
- Кирилл Лыско (2007—2009)
- Андрей Димитров (2009—2013)[155]
- Арман Давлетяров (2013—2021)[108]
- Захар Бабин (с 2021 года)[156]

Заместитель генерального директора
- Клим Колосов (начало 2000-х)

Генеральные продюсеры
- Дмитрий Маматов (1999—2000)[150]
- Булат Акунов (2000—2002)[157]
- Вячеслав Кормильцев (2002—2004)[158]
- Андрей Макаров (2004—2005)
- Ирина Миронова (2005—2006)[159][160]
- Игорь Мишин (2010)[161]
- Глеб Алейников (2010—2012)[162]

Председатели совета директоров
- Вячеслав Кормильцев (до 2007)[163]
- Рубен Оганесов (2007—2009)[152]

Исполнительный продюсер
- Владислав Савинов (2005—2008)[164][165]

Директоры департамента по работе с артистами
- Николай Попов (2011—2021)[166][167]
- Максим Задворнов (2021)[168]

Коммерческие директоры
- Арсен Григорян (2000—2002)
- Артём Вагин (2002—2003)[169]
- Олеся Нирская (2003—2008)[170]
- Александра Веселова (2008—2010)[171]
- Виолетта Зубкова (2010—2012)[172]
- Елизавета Ванжула (2012—2021)

Музыкальные оформители
- Сергей Педченко (2000—2002, 2008—2010)[173]
- Александр Салоид (2010—2013)

С 1996 по 2000 год и с 2002 по 2008 год в заставках телеканала и его передач широко применялись саундтреки, взятые из американских звуковых библиотек (например, Abaco), а также другие известные мелодии (как Sinead O'Connor with MC Lyte — I Want Your Hands on Me).
Программные директоры
- Владислав Смаков (2000—2002)
- Борислав Володин (2002—2006)[158]
- Ольга Молоствова (2012—2014)[174]
- Андрей Разыграев (2014—2021)[175][176]
- Елена Кублякова (с 2021 года)[177]

Директор департамента информационных программ
- Карина Ли (2020—наше время)